# Olympische Jugend-Winterspiele 2016/Teilnehmer (Ukraine)
| Gelbes Symbol für Goldmedaillen mit stilisierten Olympischen Ringen | Graues Symbol für Silbermedaillen mit stilisierten Olympischen Ringen | Braundes Symbol für Bronzemedaillen mit stilisierten Olympischen Ringen |
| ------------------------------------------------------------------- | --------------------------------------------------------------------- | ----------------------------------------------------------------------- |
| 1                                                                   | —                                                                     | —                                                                       |

Die Ukraine nahm an den Olympischen Jugend-Winterspielen 2016 im norwegischen Lillehammer mit 23 Athleten in neun Sportarten teil.

## Medaillen
Mit einer gewonnenen Goldmedaille belegte das Team der Ukraine – gemeinsam mit Rumänien – Platz 17 im Medaillenspiegel.

## Sportarten

### Biathlon
| Athleten                                                             | Wettbewerb           | Zeit (Schießfehler) | Rang |
| -------------------------------------------------------------------- | -------------------- | ------------------- | ---- |
| Jungen                                                               |                      |                     |      |
| Jurij Sytnyk                                                         | 7,5 km Sprint        | 22:44,3 min (7)     | 43   |
| Jurij Sytnyk                                                         | 10 km Verfolgung     | 35:22,6 min (7)     | 40   |
| Serhij Telen                                                         | 7,5 km Sprint        | 20:33,1 min (3)     | 15   |
| Serhij Telen                                                         | 10 km Verfolgung     | 30:52,6 min (4)     | 8    |
| Mädchen                                                              |                      |                     |      |
| Chrystyna Dmytrenko                                                  | 6 km Sprint          | 18:46,7 min (1)     | 4    |
| Chrystyna Dmytrenko                                                  | 7,5 km Verfolgung    | 25:12,9 min (2)     | Gold |
| Ljubow Kypjatschenkowa                                               | 6 km Sprint          | 20:39,0 min (4)     | 27   |
| Ljubow Kypjatschenkowa                                               | 7,5 km Verfolgung    | 29:09,7 min (5)     | 25   |
| Gemischt                                                             |                      |                     |      |
| Chrystyna Dmytrenko Serhij Telen                                     | Single-Mixed-Staffel | 43:10,7 min (4+14)  | 9    |
| Chrystyna Dmytrenko Ljubow Kypjatschenkowa Jurij Sytnyk Serhij Telen | Mixed-Staffel        | 1:21:26,8 h (1+18)  | 6    |

### Eiskunstlauf
| Athleten                                  | Wettbewerb | Kurzprogramm | Kurzprogramm | Free Skating/Dance | Free Skating/Dance | Gesamt | Gesamt |
| Athleten                                  | Wettbewerb | Punkte       | Rang         | Punkte             | Rang               | Punkte | Rang   |
| ----------------------------------------- | ---------- | ------------ | ------------ | ------------------ | ------------------ | ------ | ------ |
| Jungen                                    |            |              |              |                    |                    |        |        |
| Iwan Schmuratko                           | Einzel     | 42,39        | 14           | 83,39              | 14                 | 125,78 | 14     |
| Paar                                      |            |              |              |                    |                    |        |        |
| Anastassija Pobischenko Dmytro Sharpar    | Paar       | 28,16        | 10           | 46,14              | 10                 | 74,30  | 10     |
| Maria Golubzowa Kiril Bjelobrow           | Eistanz    | 41,37        | 9            | 66,29              | 6                  | 107,66 | 7      |
| Anschelika Jurtschenko Wolodymyr Bjelikow | Eistanz    | 48,00        | 5            | 66,96              | 5                  | 114,96 | 5      |

### Nordische Kombination
| Athleten           | Wettbewerb                    | Skispringen | Skispringen | Skispringen | Skispringen   | Langlauf    | Langlauf |
| Athleten           | Wettbewerb                    | Weite       | Punkte      | Rang        | Zeitrückstand | Zeit        | Rang     |
| ------------------ | ----------------------------- | ----------- | ----------- | ----------- | ------------- | ----------- | -------- |
| Jungen             |                               |             |             |             |               |             |          |
| Dmytro Masurtschuk | Normalschanze / 5 km Langlauf | 91,0 m      | 113,6       | 8           | 1:13 min      | 14:25,3 min | 7        |

### Rennrodeln
| Athleten                              | Wettbewerb   | Durchgang 1 | Durchgang 1 | Durchgang 2 | Durchgang 2 | Gesamt       | Gesamt |
| Athleten                              | Wettbewerb   | Zeit        | Rang        | Zeit        | Rang        | Zeit         | Rang   |
| ------------------------------------- | ------------ | ----------- | ----------- | ----------- | ----------- | ------------ | ------ |
| Jungen                                |              |             |             |             |             |              |        |
| Ihor Stachiw                          | Einsitzer    | 48,965 s    | 14          | 48,771 s    | 12          | 1:37,735 min | 13     |
| Myroslaw Lewkowytsch Andrij Lyssezkyj | Doppelsitzer | 57,218 s    | 13          | 53,749 s    | 7           | 1:50,967 min | 13     |
| Mädchen                               |              |             |             |             |             |              |        |
| Olena Smaha                           | Einsitzer    | 53,780 s    | 9           | 53,712 s    | 10          | 1:47,492 min | 10     |

| Athleten                                                      | Wettbewerb  | Mädchen  | Mädchen | Junge    | Junge | Doppel       | Doppel | Gesamt       | Gesamt |
| Athleten                                                      | Wettbewerb  | Zeit     | Rang    | Zeit     | Rang  | Zeit         | Rang   | Zeit         | Rang   |
| ------------------------------------------------------------- | ----------- | -------- | ------- | -------- | ----- | ------------ | ------ | ------------ | ------ |
| Gemischt                                                      |             |          |         |          |       |              |        |              |        |
| Olena Smaha Myroslaw Lewkowisch Andrij Lyssezkyj Ihor Stachiw | Teamstaffel | 57,605 s | 5       | 59,202 s | 9     | 1:00,121 min | 10     | 2:56,928 min | 7      |

### Skeleton
| Athleten                | Durchgang 1 | Durchgang 1 | Durchgang 2 | Durchgang 2 | Gesamt      | Gesamt |
| Athleten                | Zeit        | Rang        | Zeit        | Rang        | Zeit        | Rang   |
| ----------------------- | ----------- | ----------- | ----------- | ----------- | ----------- | ------ |
| Jungen                  |             |             |             |             |             |        |
| Wladyslaw Heraskewytsch | 54,70 s     | 9           | 54,67 s     | 8           | 1:49,37 min | 8      |

### Ski Alpin
| Jungen              |              |             |     |                    |                    |                    |                    |
| Mychajlo Karpuschyn | Super-G      |             |     |                    |                    | 1:19,41 min        | 46                 |
| Mychajlo Karpuschyn | Slalom       | DNF         | DNF | nicht qualifiziert | nicht qualifiziert | nicht qualifiziert | nicht qualifiziert |
| Mychajlo Karpuschyn | Kombination  | DNF         | DNF | nicht qualifiziert | nicht qualifiziert | nicht qualifiziert | nicht qualifiziert |
| Mädchen             |              |             |     |                    |                    |                    |                    |
| Maria Ponomarenko   | Super-G      |             |     |                    |                    | 1:26,48 min        | 37                 |
| Maria Ponomarenko   | Riesenslalom | 1:31,42 min | 34  | 1:27,42 min        | 28                 | 2:58,84 min        | 28                 |
| Maria Ponomarenko   | Slalom       | 1:09,25 min | 34  | DNF                | DNF                | nicht qualifiziert | nicht qualifiziert |
| Maria Ponomarenko   | Kombination  | 1:27,27 min | 34  | DNF                | DNF                | nicht qualifiziert | nicht qualifiziert |

### Skilanglauf
| Athleten     | Wettbewerb       | Qualifikation | Qualifikation | Viertelfinale | Viertelfinale | Halbfinale         | Halbfinale         | Finale             | Finale             |
| Athleten     | Wettbewerb       | Zeit          | Rang          | Zeit          | Rang          | Zeit               | Rang               | Zeit               | Rang               |
| ------------ | ---------------- | ------------- | ------------- | ------------- | ------------- | ------------------ | ------------------ | ------------------ | ------------------ |
| Jungen       |                  |               |               |               |               |                    |                    |                    |                    |
| Andrij Orlyk | Cross            | 3:14,56 min   | 15            |               |               | 3:12,21 min        | 5                  | nicht qualifiziert | nicht qualifiziert |
| Andrij Orlyk | Sprint klassisch | 3:07,83 min   | 16            | 3:03,63 min   | 4             | nicht qualifiziert | nicht qualifiziert | nicht qualifiziert | nicht qualifiziert |
| Andrij Orlyk | 10 km Freistil   |               |               |               |               |                    |                    | 24:13,4 min        | 5                  |
| Mädchen      |                  |               |               |               |               |                    |                    |                    |                    |
| Julija Krol  | Cross            | 3:59,85 min   | 28            |               |               | 3:52,10 min        | 8                  | nicht qualifiziert | nicht qualifiziert |
| Julija Krol  | Sprint klassisch | 3:46,43 min   | 20            | 3:32,65 min   | 3             | nicht qualifiziert | nicht qualifiziert | nicht qualifiziert | nicht qualifiziert |
| Julija Krol  | 5 km Freistil    |               |               |               |               |                    |                    | 15:01,8 min        | 27                 |

### Skispringen
| Athleten            | Wettbewerb    | Erste Runde | Erste Runde | Erste Runde | Finale | Finale | Finale | Gesamt | Gesamt |
| Athleten            | Wettbewerb    | Weite       | Punkte      | Rang        | Weite  | Punkte | Rang   | Punkte | Rang   |
| ------------------- | ------------- | ----------- | ----------- | ----------- | ------ | ------ | ------ | ------ | ------ |
| Jungen              |               |             |             |             |        |        |        |        |        |
| Stepan Passitschnyk | Normalschanze | 83,5 m      | 93,8        | 14          | 83,0 m | 92,9   | 12     | 186,7  | 13     |

### Snowboard

#### Snowboardcross
| Athleten            | Wettbewerb     | Qualifikation | Qualifikation | Vorlauf | Vorlauf | Halbfinale         | Finale             |
| Athleten            | Wettbewerb     | Zeit          | Rang          | Punkte  | Rang    | Position           | Position           |
| ------------------- | -------------- | ------------- | ------------- | ------- | ------- | ------------------ | ------------------ |
| Mädchen             |                |               |               |         |         |                    |                    |
| Daryna Kyrytschenko | Snowboardcross | 57,69 s       | 14            | 9       | 12      | nicht qualifiziert | nicht qualifiziert |